# Полюхов Микола Іванович
Полюхов Микола Іванович — український і молдавський кінознавець.
Народився 19 лютого 1936 року в Самарканді в родині службовця. Закінчив філологічний факультет Кишинівського університету та аспірантуру Інституту мистецтвознавства, фольклору та етнографії ім М. Рильського АН України (1968), де працював у 1968—1969 рр.
Захистив кандидатську дисертацію на тему «Образ сучасника в українському кіномистецтві» (1969). Переїхав до Молдавії.